# Gemeinderats- und Bürgermeisterwahl in Innsbruck 2024
- KPÖ: 3
- ALI: 2
- GRÜNE: 8
- SPÖ: 6
- FRITZ: 2
- JA: 8
- NI: 4
- FPÖ: 7

Die Gemeinderats- und Bürgermeisterwahl in Innsbruck 2024 fand am 14. April 2024 statt. Als Termin für die Bürgermeisterstichwahl wurde der 28. April 2024 festgelegt, für die sich der amtierende Bürgermeister Georg Willi und der ehemalige Vizebürgermeister Johannes Anzengruber qualifizierten. In der Stichwahl wurde Anzengruber mit ca. 60 Prozent zum neuen Bürgermeister gewählt. Zuletzt fand 2018 eine Wahl des 40-köpfigen Gemeinderats und des Bürgermeisters in Innsbruck in Österreich statt. Für diese Gemeinderatswahl galt erstmalig eine Vier-Prozent-Hürde für den Einzug einer Partei in den Gemeinderat nach einer Wahl.

## Ausgangslage

### Gemeinderatswahl
- ALI: 1
- GRÜNE: 10
- SPÖ: 4
- FRITZ: 1
- NEOS: 2
- GERECHT: 1
- FI: 7
- TSB: 1
- ÖVP: 5
- FPÖ: 8

Bei der letzten Wahl 2018 gingen die Grünen mit 24,2 % (ihrem bisher besten Wahlergebnis in Innsbruck) als Wahlsieger hervor.
Nach der Wahl 2018 bildeten die Grünen eine Viererkoalition mit ÖVP, Für Innsbruck (FI) und der SPÖ. Diese Koalition zerbrach jedoch nach zahlreichen Streitigkeiten im Jahr 2021. Bürgermeister Georg Willi von den Grünen rief daraufhin das „Freie Spiel der Kräfte“ aus, was in den darauffolgenden Jahren zu wechselnden Mehrheiten und gegenseitigen Blockaden führte.
Auf Ansuchen einer Mehrheit des Innsbrucker Gemeinderats beschloss der Tiroler Landtag im Oktober 2023 gegen die Stimmen von Liste Fritz und Grünen die Errichtung einer Vier-Prozent-Hürde für den Einzug in den Gemeinderat nach Gemeinderatswahlen. Innsbruck ist damit neben Wien die einzige Stadt Österreichs, in der es eine solche Sperrklausel auf Gemeindeebene gibt. Zudem gibt es nun ein Kopplungsverbot für Gemeinderatslisten.
Für die Wahl 2024 haben die Grünen im Oktober 2023 Georg Willi in einem parteiintern umstrittenen neuen Wahlsystem erneut als Spitzenkandidaten für die Bürgermeisterwahl gewählt.
Die in den vergangenen Jahrzehnten zerstrittenen und mit jeweils eigenen Listen und Bürgermeisterkandidaten angetretenen Parteien ÖVP, FI und Seniorenbund schlossen sich im September 2023 zusammen, teilten mit, dass die drei zusammen mit der neu gegründeten Liste „Das Neue Innsbruck“ und der Listenfarbe Orange antreten wollen und einigten sich auf Digitalisierungsstaatssekretär Florian Tursky als gemeinsamen Bürgermeisterkandidaten. Die Liste „Das Neue Innsbruck“ fällt unter das ÖVP-Parteistatut und richtet sich nach eigenen Angaben nach dem ÖVP-Grundsatzprogramm.
Jedoch kündigte der amtierende ÖVP-Vizebürgermeister Johannes Anzengruber an, ebenfalls als Kandidat für den Bürgermeisterposten anzutreten. Laut ÖVP-Landesgeschäftsführer Sebastian Kolland sei Anzengrubers ÖVP-Mitgliedschaft damit kraft Statut automatisch erloschen. Am 9. November 2023 wurde Anzengruber schließlich vom ÖVP-Gemeinderatsklub ausgeschlossen, damit wurde er auch aus den Gemeinderatsausschüssen ausgeschlossen. Am 14. Dezember 2023 wurde Anzengruber auf Antrag der ÖVP mit den Stimmen von 23 der 40 Mandatare als Vize-Bürgermeister abgewählt.
Die FPÖ setzte ebenfalls im September 2023 ihre Liste fest und nominierte Markus Lassenberger als Bürgermeisterkandidaten. Als Listenbezeichnung wählte die Partei dennoch „FPÖ Rudi Federspiel“, mit dem ehemaligen Bürgermeisterkandidaten Rudolf Federspiel als Namensgeber.
Für die Liste „Gerechtes Innsbruck“ trat erneut Gerald Depaoli an.
Die NEOS wählten ihre Kandidaten am 11. November 2023, Julia Seidl war Spitzenkandidatin.
Die KPÖ gab ihre Entscheidung zum Antritt am 20. November 2023 bekannt. Wie bereits bei den Landtagswahlen 2022 wurde Pia Tomedi zur Spitzenkandidatin der Kommunisten gekürt.
Bei der Alternativen Liste Innsbruck (ALI) wurde Mesut Onay am 10. Jänner 2024 als Spitzen- und Bürgermeisterkandidat vorgestellt.
Die SPÖ wählte am 21. Oktober 2023 Elisabeth Mayr mit 96 % zur Spitzen- und Bürgermeisterkandidatin.
Im Jänner 2024 gab Andrea Haselwanter-Schneider bekannt, als Spitzen- bzw. Bürgermeisterkandidatin der Liste Fritz anzutreten.

### Bürgermeisterwahl
Bei der letzten Wahl 2018 erreichte der Spitzenkandidat der Grünen, Georg Willi, mit 30,9 % den ersten Platz, vor der damals amtierenden Bürgermeisterin Christine Oppitz-Plörer mit 24,3 %.
Willi konnte sich danach in einer Stichwahl mit 52,9 % gegen Oppitz-Plörer durchsetzen und regierte seitdem als neuer Bürgermeister und erster Grüner in dieser Position.

## Umfragen

### Gemeinderatswahl
| Veröffentlichung      | Institut / Auftraggeber        | NI      | GRÜNE   | FPÖ     | SPÖ     | NEOS  | FRITZ | GERECHT | ALI   | JA      | KPÖ   | DU-I  | EINIG | Sonst. |
| --------------------- | ------------------------------ | ------- | ------- | ------- | ------- | ----- | ----- | ------- | ----- | ------- | ----- | ----- | ----- | ------ |
| Gemeinderatswahl 2024 | Gemeinderatswahl 2024          | 10,2 %  | 18,9 %  | 15,2 %  | 13,6 %  | 3,5 % | 5,5 % | 3,5 %   | 4,8 % | 16,8 %  | 6,7 % | 0,3 % | 0,7 % | 0,3 %  |
| 02.04.2024            | GMK / Bezirksblätter Innsbruck | 12–14 % | 17–20 % | 19–22 % | 13–15 % | 3–5 % | 4–6 % | 3–5 %   | 2–4 % | 15–17 % | 4–6 % | —     | —     | 1–2 %  |
| 25.03.2024            | IMAD / GRÜNE und SPÖ Innsbruck | 14 %    | 16 %    | 21 %    | 12 %    | 4 %   | 6 %   | 4 %     | 1 %   | 14 %    | 6 %   | 1 %   | 1 %   | —      |
| Gemeinderatswahl 2018 | Gemeinderatswahl 2018          | 31,1 %  | 24,2 %  | 18,6 %  | 10,3 %  | 4,7 % | 3,2 % | 3,1 %   | 2,4 % | —       | —     | —     | —     | 2,4 %  |

### Bürgermeisterwahl
| Veröffentlichung       | Institut / Auftraggeber        | Willi (GRÜNE) | Lassenberger (FPÖ) | Mayr (SPÖ) | Seidl (NEOS) | Depaoli (GERECHT) | Haselwanter-S. (FRITZ) | Anzengruber (JA) | Tursky (NI) | Tomedi (KPÖ) | Buchacher (DU-I) | Onay (ALI) | Reichholf (EINIG) |
| ---------------------- | ------------------------------ | ------------- | ------------------ | ---------- | ------------ | ----------------- | ---------------------- | ---------------- | ----------- | ------------ | ---------------- | ---------- | ----------------- |
| Bürgermeisterwahl 2024 | Bürgermeisterwahl 2024         | 22,9 %        | 15,9 %             | 15,2 %     | 2,0 %        | 2,1 %             | 4,6 %                  | 19,4 %           | 10,4 %      | 4,1 %        | 0,3 %            | 2,4 %      | 0,5 %             |
| 25.03.2024             | IMAD / GRÜNE und SPÖ Innsbruck | 19 %          | 21 %               | 13 %       | 4 %          | 3 %               | 4 %                    | 16 %             | 13 %        | 4 %          | 1 %              | 1 %        | 1 %               |
| Bürgermeisterwahl 2018 | Bürgermeisterwahl 2018         | 30,9 %        | —                  | —          | —            | 2,3 %             | —                      | —                | —           | —            | —                | —          | —                 |

## Ergebnisse
Die Wahllokale waren von 7:30 Uhr bis 16 Uhr geöffnet.

### Gemeinderatswahl
| Liste             | Stimmen gesamt  | Prozent    | Mandate    |
| ----------------- | --------------- | ---------- | ---------- |
| GRÜNE             | 11.286          | 18,9       | 8          |
| FPÖ               | 9.096           | 15,2       | 7          |
| NI                | 6.073           | 10,2       | 4          |
| NEOS              | 2.102           | 3,5        | 0          |
| FRITZ             | 3.291           | 5,5        | 2          |
| GERECHT           | 2.081           | 3,5        | 0          |
| ALI               | 2.889           | 4,8        | 2          |
| SPÖ               | 8.122           | 13,6       | 6          |
| EINIG             | 406             | 0,7        | 0          |
| JA                | 10.067          | 16,8       | 8          |
| TUN               | 204             | 0,3        | 0          |
| DU-I              | 177             | 0,3        | 0          |
| KPÖ               | 4.020           | 6,7        | 3          |
| Ungültige Stimmen | 1.027           |            |            |
| Gesamt            | 60.841          | 100        | 40         |
| Wahlbeteiligung   | Wahlbeteiligung | 60,5 %     | 60,5 %     |
| Quelle            | Quelle          | Land Tirol | Land Tirol |

### Bürgermeisterwahl
| Name                         | Liste                                                                        | 1. Wahlgang                                                                  | 1. Wahlgang                                                                  | 2. Wahlgang                                                                  | 2. Wahlgang                                                                  |
| Name                         | Liste                                                                        | Stimmen gesamt                                                               | Prozent                                                                      | Stimmen gesamt                                                               | Prozent                                                                      |
| ---------------------------- | ---------------------------------------------------------------------------- | ---------------------------------------------------------------------------- | ---------------------------------------------------------------------------- | ---------------------------------------------------------------------------- | ---------------------------------------------------------------------------- |
| Georg Willi                  | GRÜNE                                                                        | 13.543                                                                       | 22,9                                                                         | 20.787                                                                       | 40,4                                                                         |
| Markus Lassenberger          | FPÖ                                                                          | 9.418                                                                        | 15,9                                                                         | —                                                                            | —                                                                            |
| Florian Tursky               | NI                                                                           | 6.156                                                                        | 10,4                                                                         | —                                                                            | —                                                                            |
| Julia Seidl                  | NEOS                                                                         | 1.185                                                                        | 2,0                                                                          | —                                                                            | —                                                                            |
| Andrea Haselwanter-Schneider | FRITZ                                                                        | 2.736                                                                        | 4,6                                                                          | —                                                                            | —                                                                            |
| Gerald Depaoli               | GERECHT                                                                      | 1.211                                                                        | 2,1                                                                          | —                                                                            | —                                                                            |
| Mesut Onay                   | ALI                                                                          | 1.392                                                                        | 2,4                                                                          | —                                                                            | —                                                                            |
| Elisabeth Mayr               | SPÖ                                                                          | 9.000                                                                        | 15,2                                                                         | —                                                                            | —                                                                            |
| Helmut Reichholf             | EINIG                                                                        | 297                                                                          | 0,5                                                                          | —                                                                            | —                                                                            |
| Johannes Anzengruber         | JA                                                                           | 11.455                                                                       | 19,4                                                                         | 30.648                                                                       | 59,6                                                                         |
| Franz Christian Veber        | TUN                                                                          | 163                                                                          | 0,3                                                                          | —                                                                            | —                                                                            |
| Helmut Buchacher             | DU-I                                                                         | 199                                                                          | 0,3                                                                          | —                                                                            | —                                                                            |
| Pia Tomedi                   | KPÖ                                                                          | 2.400                                                                        | 4,1                                                                          | —                                                                            | —                                                                            |
| Gesamt                       | Gesamt                                                                       | 60.822                                                                       | 100                                                                          | 51.749                                                                       | 100                                                                          |
| Ungültige Stimmen            | Ungültige Stimmen                                                            | 1.667                                                                        | 2,7                                                                          | 314                                                                          | 0,6                                                                          |
| Wahlbeteiligung              | Wahlbeteiligung                                                              | 60,5 %                                                                       | 60,5 %                                                                       | 51,5 %                                                                       | 51,5 %                                                                       |
| Quelle                       | Land Tirol (Ergebnis des 1. Wahlgangs) – Land Tirol (Ergebnis der Stichwahl) | Land Tirol (Ergebnis des 1. Wahlgangs) – Land Tirol (Ergebnis der Stichwahl) | Land Tirol (Ergebnis des 1. Wahlgangs) – Land Tirol (Ergebnis der Stichwahl) | Land Tirol (Ergebnis des 1. Wahlgangs) – Land Tirol (Ergebnis der Stichwahl) | Land Tirol (Ergebnis des 1. Wahlgangs) – Land Tirol (Ergebnis der Stichwahl) |

## Konsequenzen
Am 6. Mai 2024 wurden offiziell Koalitionsverhandlungen zwischen JA – Jetzt Innsbruck, den Grünen und der SPÖ aufgenommen, welche am 16. Mai offiziell als erfolgreich abgeschlossen verkündet wurden. Dabei wurde ebenfalls verkündet, dass die zwei Stadtsenatsmitglieder der FPÖ und Neues Innsbruck keine Amtsführung bekommen. Daraufhin gab Florian Tursky, entgegen gegenteiligen Versicherungen nach der Wahl einen Monat früher, seinen Rückzug aus der Stadtpolitik bekannt.
Am 17. Mai 2024 wurde Johannes Anzengruber in der konstituierenden Sitzung des Gemeinderats als Bürgermeister angelobt. In derselben Sitzung wurden Georg Willi mit 28 Stimmen als 1. Stellvertreter sowie Elisabeth Mayr mit 29 Stimmen als 2. Stellvertreterin gewählt – jeweils auch mit zusätzlichen Stimmen der Opposition, da die Koalition nur über 22 Stimmen verfügt – und angelobt.